# Gokwe
Gokwe – miasto w środkowym Zimbabwe, w prowincji Midlands. Według danych na rok 2012 liczyło 23 906 mieszkańców.